# 광양서초등학교
광양서초등학교는 대한민국 전라남도 광양시 광양읍 인서리에 있는 공립 초등학교이다.

## 학교 연혁
- 1907년 9월 1일 사립 희양학교 개교
- 1910년 6월 24일 공립광양보통학교 개편
- 1911년 11월 1일 광양공립보통학교 개정
- 1938년 4월 1일 광양서공립심상소학교 개정[1]
- 1941년 4월 1일 광양서공립국민학교 개정[2]
- 1946년 11월 30일 광양서국민학교 개명
- 1984년 3월 1일 병설유치원 설립
- 1995년 3월 1일 석사분교장 통폐합
- 1996년 3월 1일 광양서초등학교로 개정[3]
- 2010년 2월 24일 백운관 증축
- 2013년 5월 1일 광양윈드오케스트라 창단
- 2020년 2월 12일 제107회 62명 졸업(총 졸업생수: 22,893명)
- 2020년 3월 1일 제21대 안정수 교장 부임
- 2021년 1월 13일 제108회 46명 졸업(총 졸업생수: 22,939명)

## 학교 상징
- 교화 : 동백꽃 - 강인, 불굴의 의지
- 교목 : 향나무 - 창의
- 교색 : 녹색 - 정직, 근면, 성실

## 같이 보기
- 광양서초등학교 축구단

## 참고 문헌
- 광양서초등학교 - 한국교육학술정보원 학교알리미